# 博德曼 (北卡羅萊納州)
博德曼（英語：Boardman）是一個位於美國北卡羅萊納州哥倫布縣的城鎮。

## 人口
根據2020年美國人口普查的數據，博德曼的面積為8.06平方千米，當中陸地面積為8.00平方千米，而水域面積為0.06平方千米。當地共有人口166人，而人口密度為每平方千米21人。